# Parachiton guamensis
Parachiton guamensis är en blötdjursart som beskrevs av Saito 1996. Parachiton guamensis ingår i släktet Parachiton och familjen Leptochitonidae.
Artens utbredningsområde är Guam. Inga underarter finns listade i Catalogue of Life.